# 12229 Paulsson
12229 Paulsson este un asteroid din centura principală de asteroizi.

## Descriere
12229 Paulsson este un asteroid din centura principală de asteroizi. A fost descoperit pe 17 octombrie 1985 la Kvistaberg de Claes-Ingvar Lagerkvist. Asteroidul prezintă o orbită caracterizată de o semiaxă mare de 2,25 ua, o excentricitate de 0,16 și o înclinație de 4,6° în raport cu ecliptica.